# Fanny Stollár
 Fanny Stollár  é uma tenista húngara que atingiu seu melhor ranking no WTA em simples/singulares no dia 19 de novembro de 2018 sendo Nº114 e em duplas alcançou o seu melhor resultado como Nº71 no dia 6 de agosto de 2018.

## Finais do WTA

### Duplas: 3 (1-2)
| Campeãs – Legenda                   |
| ----------------------------------- |
| Grand Slam tournaments (0–0)        |
| WTA Tour Championships (0–0)        |
| Premier Mandatory & Premier 5 (0–0) |
| Premier (0–0)                       |
| International (1–2)                 |

| Finais pela superfície |
| ---------------------- |
| Duro (1-2)             |
| Grama (0–0)            |
| Terra Batida (0-0)     |
| Carpete (0–0)          |

| Resultado    | Número | Data              | Torneio                        | Superfície   | Companheira           | Oponentes                            | Resultado (jogos) |
| ------------ | ------ | ----------------- | ------------------------------ | ------------ | --------------------- | ------------------------------------ | ----------------- |
| Campeãs      | 1.     | Fevereiro de 2018 | Hungarian Ladies Open, Hungria | Duro         | Georgina García Pérez | Kirsten Flipkens Johanna Larsson     | 4–6, 6–4, [10–3]  |
| Vice-campeãs | 1.     | Maio de 2018      | Morocco Open, Marrocos         | Terra Batida | Georgina García Pérez | Anna Blinkova Raluca Olaru           | 4–6, 4–6          |
| Vice-campeãs | 2.     | Fevereiro de 2019 | Hungarian Ladies Open, Hungria | Duro         | Heather Watson        | Ekaterina Alexandrova Vera Zvonareva | 6-4, 4-6, [7-10]  |

## Finais do ITF (7–2)

### Simples/Singulares: 2 (1-1)
| Legenda           |
| ----------------- |
| $100,000 torneios |
| $75,000 torneios  |
| $50,000 torneios  |
| $25,000 torneios  |
| $15,000 torneios  |
| $10,000 torneios  |

| Finais pela suoerfície |
| ---------------------- |
| Duro (0–0)             |
| Terra Batida (1–1)     |
| Grama (0–0)            |
| Carpete (0–0)          |

| Resultado   | Número | Data          | Torneio                            | Superfície   | Oponente        | Resultado (jogos) |
| ----------- | ------ | ------------- | ---------------------------------- | ------------ | --------------- | ----------------- |
| Vice-campeã | 1.     | Março de 2015 | Orlando, Estados Unidos da América | Terra Batida | Claire Liu      | 1–6, 3–6          |
| Campeã      | 1.     | Maio de 2015  | Galați, Roménia                    | Terra Batida | Georgia Crăciun | 2–6, 6–4, 7–5     |

### Duplas (6–1)
| Legenda           |
| ----------------- |
| $100,000 torneios |
| $75,000 torneios  |
| $50,000 torneios  |
| $25,000 torneios  |
| $15,000 torneios  |
| $10,000 torneios  |

| Finais pela superfície |
| ---------------------- |
| Duro (2–1)             |
| Terra Batida (4–0)     |
| Grama (0–0)            |
| Carpete (0–0)          |

| Resultado    | Número | Data                    | Torneio                                | Superfície   | Companheira            | Oonentes                              | Resulado (jogos)      |
| ------------ | ------ | ----------------------- | -------------------------------------- | ------------ | ---------------------- | ------------------------------------- | --------------------- |
| Campeãs      | 1.     | 9 de março de 2015      | Gainesville, Estados Unidos da América | Terra Batida | Ingrid Neel            | Sofia Kenin Marie Norris              | 6–3, 6–3              |
| Campeãs      | 2.     | 16 de março de 2015     | Orlando, Estados Unidos da América     | Terra Batida | Ingrid Neel            | Kateřina Kramperová Katerina Stewart  | 6–3, 7–6(7–4)         |
| Vice-campeãs | 1.     | 26 de outubro de 2015   | Toronto, Canadá                        | Duro         | Kristie Ahn            | Sharon Fichman Maria Sanchez          | 2–6, 7–6(8–6), [6–10] |
| Cam+eãs      | 3.     | 15 de fevereiro de 2016 | Cuernavaca, México                     | Duro         | Aleksandrina Naydenova | Elizaveta Ianchuk Kateřina Kramperová | 6–3, 6–2              |
| Campeãs      | 4.     | 22 de agosto de 2016    | Bükfürdő, Hungria                      | Terra Batida | Georgina García Pérez  | Dalma Gálfi Réka Luca Jani            | 6–3, 7–6(7–4)         |
| Campeãs      | 5.     | 25 de março de 2017     | Mornington, Austrália                  | Terra Batida | Priscilla Hon          | Jessica Moore Varatchaya Wongteanchai | 6–1, 7–5              |
| Campeãs      | 6.     | 10 de março de 2018     | Yokohama, Japão                        | Duro         | Laura Robson           | Momoko Kobori Chihiro Muramatsu       | 5-7, 6-1, (10–4)      |

## Finais Júniores do Grand Slam

### Duplas Femininas
| Resultado | Ano  | Torneio   | Superfície | Companheira | Oponentes                    | Resultado (jogos) |
| --------- | ---- | --------- | ---------- | ----------- | ---------------------------- | ----------------- |
| Campeãs   | 2015 | Wimbledon | Grama      | Dalma Gálfi | Vera Lapko Tereza Mihalíková | 6–3, 6–2          |